# Мальованець афро-азійський
Мальованець афро-азійський (Rostratula benghalensis) — вид сивкоподібних птахів родини мальованцевих (Rostratulidae).

## Поширення
Вид поширений в Африці, Південній та Південно-Східній Азії. В Африці трапляється у низинних болотах південніше Сахари. Крім того, невелика ізольована популяція існує в північному Єгипті вздовж Нілу, у Ваді-ель-Натруні і в районі Аль-Фаюми. Азійське населення гніздиться на сході Пакистану, в Індії, Бангладеш, М'янмі, Південно-Східної Азії, на півдні та сході Китаю, півдні Японії, у Примор'ї, на Філіппінах, островах Малайзії та Індонезії до лінії Воллеса. Цей вид, як залітний, спостерігався в Ізраїлі, Ірані, Омані і Ємені.

## Опис
Птах завдовжки 24-28 см, розмах крил 50-55 см, вага 100—200 г. Статі відрізняються розмірами і забарвленням. Самиця має каштанову шию і голову, крила вузькі, чорно-золотисті. Між плечима і шиєю проходить чорно-біла смужка. Великі чорні очі оточені яскравим білим кільцем, що веде до щоки. Очне кільце додатково обрамлене темною смугою. Самець має простіше оперення. Шия контрастніша, горло також біле, а голова темна. Кільце навколо очей темніше. Крила і спина переважно світло-коричневі.

## Спосіб життя
Мешкає у водно-болотних угіддях зі щільною водною рослинністю. Він також трапляється на берегах повільних річок і озер, рисових полях, канавах, ставках. Птах веде приховане життя. Активний у сутінках. Живиться дрібними безхребетними та водною рослинністю.

## Розмноження
Шлюбний період відрізняється у різних регінах: на півдні Африки з серпня по листопад, у Західній Африці з березня по червень, в Азії круглорічно. Гнізда будуються на березі серед рослинності. Гніздо має вигляд звичайної ямки, що вистелена травою. Для виду характерна поліандрія. Після спаровування відкладє у гніздо 2-5 яєць, зазвичай 4. Вся відповідальність з догляду за потомтвом переходить до самця, а самиця шукає іншого партнера. За сезон самиця парується з 2-4 самцями. Інкубація триває 15-21 день. Через три-чотири тижні пташенята стають самостійними. Статевозрілими самці стають через рік, а самиці через два роки.